# Serhiy Dmytrovych Prytula
Serhiy Dmytrovych Prytula (tiếng Ukraina: Сергій Дмитрович Притула; sinh ngày 22 tháng 6 năm 1981) là một nhân vật của công chúng và chính trị gia người Ukraina, nổi tiếng nhờ làm người dẫn chương trình và diễn viên. Kể từ khi Nga xâm lược Ukraina, anh đã thành lập tổ chức từ thiện Prytula Charity Foundation và chú trọng vào gây quỹ đáp ứng nhu cầu của Lực lượng vũ trang Ukraina. Chiến dịch gây quỹ thành công nhất của anh là People's Bayraktar – chiến dịch gây quỹ để mua chiếc máy bay chiến đấu không người lái Baykar Bayraktar TB2 và vệ tinh tình báo cho Ukraina.

## Thân thế và giáo dục
Serhiy sinh ngày 22 tháng 6 năm 1981 ở thành phố Zbarazh, nằm ở tỉnh Ternopil Oblast phía tây Ukraina. Năm 1997, anh xếp thứ hai trong cuộc thi trình bày các tác phẩm khoa học của các học sinh trung học, do Viện Hàn lâm Khoa học Thanh niên Ukraina tổ chức. Serhiy tốt nghiệp trung học với tấm huy chương vàng và đăng ký vào Học viện Kinh tế quốc gia Ternopil (nay là Đại học Quốc gia Tây Ukraina). Trong thời gian theo học ở học viện, Serhiy là tích tham gia một số tổ chức thanh niên. Anh hỗ trợ thành lập một liên minh các nghệ sĩ không chính thức.

## Sự nghiệp phát thanh và truyền hình
Năm 1998, Prytula thành công được làm người dẫn trên đài phát thanh. Tháng 1 năm 1999, anh xuất hiện trên Đài phát thanh Ternopil 106.1 FM dưới biệt hiệu Siryi ("Grey" trong tiếng Ukraina, một lối chơi chữ tên đầu Serhiy của anh). Năm 1999, Prytula trả tiền theo khóa học ở một trường cao đẳng ở Luân Đôn và đỗ kỳ thi học từ xa. Vào các năm 2000-2001, anh theo học ở Luân Đôn. Do bất mãn với chuyện học hành, Prytula đã thử một số công việc ở Luân Đôn: từ làm thợ xây, bốc vác cho đến bồi bàn và phụ bếp. Sau khi trở về Ternopil, anh đảm nhận vị trí Trưởng phòng đào tạo ở một trường đại học, và vẫn tiếp tục công việc ở "Đài phát thanh Ternopil". Prytula là người dẫn chương trình buổi sáng Pidiom (tạm dịch là “Hãy dậy đi!”) và chương trình tìm kiếm tài năng Ukraine Does not Believe in Tears trên kênh Novyi Kanal. Từ năm 2017 đến 2020, Prytula làm người dẫn cho Vidbir, vòng thi tuyển chọn cấp quốc gia của Ukraina để chọn ra thí sinh dự Eurovision Song Contest.
Từ năm 2006 đến 2009, Prytula thường xuyên tham gia chương trình truyền hình hài đọc thoại Real Comedy; trong chương trình, anh xây dựng hình ảnh châm biếm bằng cách ám chỉ trực tiếp đến những nhân vật nổi tiếng của Ukraina.

## Sự nghiệp chính trị

### Đảng viên Holos
Từ năm 2019 đến 2021, anh tham gia tranh cử tổng thống vào năm 2019 và chức vụ thị trưởng Kyiv vào năm 2020, với tư cách thành viên của đảng Holos. Prytula tham gia tranh cử quốc hội Ukraina vào tháng 7 năm 2019 với đảng Holos, nhưng chỉ xếp thứ 30 nên không lọt vào top 17 đảng viên trở thành nghị sĩ. Anh là thành viên hội đồng chính trị của đảng từ tháng 4 năm 2020 đến tháng 2 năm 2021. Prytula là ứng viên đại diện cho Holos tranh cử chức Thị trưởng Kyiv trong cuộc bầu cử địa phương năm 2020. Anh nhận chưa đến 8% phiếu bầu (tổng cộng là 56.900 phiếu), xếp thứ ba và thua cử trước Thị trưởng đương nhiệm Vitali Klitschko – ông tái đắc cử ở vòng đầu tiên với 50.52% phiếu bầu.

### Nỗ lực lập đảng mới
Prytula rời đảng Holos vào tháng 6 năm 2021 nhưng chưa từ bỏ giới chính trị. Anh cho biết đảng "đã quá xa rời khỏi những nguyên tắc ban đầu của chúng tôi." Cuối tháng 9 năm 2021, Prytula thông báo anh đang cố gắng lập ra đảng chính trị của riêng mình. Tháng 2 năm 2022, Prytula và những người ủng họ bắt đầu thu thập chữ ký để lập ra đảng chính trị mới, có tên gọi "24 tháng 8".

## Hoạt động từ thiện và gây quỹ
Kể từ ngày đầu tiên mà Nga xâm lược Ukraina vào tháng 2 năm 2022, Prytula đã điều phối một trung tâm tình nguyện hỗ trợ Lực lượng Lục quân Ukraina và các tình nguyện viên dân sự. Nhờ là một người dẫn truyền hình có tiếng, anh còn bắt đầu gây quỹ và vào tháng 4 năm 2022, anh được cho đã gây quỹ được hơn 200 triệu hryvnia cho Lực lượng Vũ trang Ukraina (AFU).
Ngày 22 tháng 6 năm 2022, Prytula bắt đầu chiến dịch gây quỹ mang tên "People's Bayraktar", nhằm gây quỹ 500 triệu hryvnia để mua ba chiếc máy bay không người lái Bayraktar TB2 cho quân đội Ukraina, và đã huy động 600 triệu hryvnia chỉ sau ba ngày. Do một số máy bay không người lái được cung cấp miễn phí, Prytula đã tìm cách sử dụng số tiền gây quỹ còn lại với mục đích tốt. Ngày 18 tháng 8 năm 2022, nhà sản xuất vệ tinh siêu nhỏ ICEYE của Phần Lan ký hợp đồng trị giá 17 triệu đô la Mỹ (USD) với Quỹ từ thiện Serhiy Prytula để cho phép Lực lượng Vũ trang Ukraina toàn quyền truy cập vào một vệ tinh của họ. Hợp đồng mang lại cho Lực lượng Vũ trang Ukraina quyền truy cập theo yêu cầu vào hình ảnh do thám có độ phân giải cao ở mọi điều kiện thời tiết thông qua một radar khẩu độ tổng hợp (SAR) được dùng trong kế hoạch tác chiến.
Tính đến 15 tháng 7 năm 2022, Prytula đã gây quỹ hơn 34 triệu USD cho AFU.
Ngày 2 tháng 11 năm 2022, Quỹ từ thiện Serhiy Prytula tổ chức một cuộc huy động quỹ mang tên "Grab them all" trị giá 5,5 triệu USD để mua 50 xe bọc thép chở người FV103 Spartan đã qua sử dụng cho quân đội Ukraina, đây là phương tiện đi bằng bánh xích nhỏ lý tưởng với điều kiện thời tiết bùn lầy và tuyết ở khu vực tiền tuyến miền nam Ukraina. Số tiền đã huy động được đủ chỉ trong một ngày.

## Đời tư
Vợ đầu của Prytula — Yulia Andriychuk từ tỉnh Ternopil — đã hạ sinh con trai Dmitry vào năm 2008. Prytula kết hôn lần hai vào năm 2015, và người vợ Kateryna Sopelnyk đã hạ sinh hai con gái — Solomyia (2017) và Stephania (2021).
Prytula thường xuyên chơi bộ môn airsoft.

## Giải thưởng
Prytula là chủ nhân của Huân chương Công lao (Ukraina), hạng ba (2019) và hạng hai (2022), cũng như danh hiệu phi chính phủ "Anh hùng Nhân dân Ukraina" (2016).